# 86号州际公路 (爱达荷州)
爱达荷州的86号州际公路（英語：Interstate 86）是一条东西方向的州际公路。该公路连接了班诺克县和喀细亚县，全长62.850英里。